# Музовский, Николай Васильевич
Николай (Лупп) Васильевич Музовский (23 августа [3 сентября] 1772 — 3 [15] августа 1848) — протоиерей, обер-священник «Главного штаба Гвардейского и Гренадерского корпусов», духовник великокняжеской (Николай Павлович, Михаил Павлович) и императорской семьи.

## Биография
Родился 23 августа (3 сентября) 1772 года.
Был священником русской миссии в Турине. В 1804 году, по ходатайству Самборского был назначен на его место в храм Св. Александры, где служил по 1810 год. В. Броневский в своих путевых заметках писал: 

Отец Николай Музовский, проповедник, раньше служил при различных посольствах. Этим объясняется, что он носит черный фрак и внешне ничем не напоминает русского священника… Отец Николай заслужил здесь великое уважение. Крестьяне протестантского исповедания приходят к нему из дальних деревень, он читает им Евангелие на немецком языке; по праздникам же посещают его добрые сербы из соседних деревень.
В 1811—1816 годах он был «законоучителем православного вероисповедания» в Царскосельском лицее; в это время здесь учился А. С. Пушкин.
В 1817 году протоиерей Музовский сопровождал принцессу Шарлоту (будущую императрицу Александру Фёдоровну) из Берлина в Санкт-Петербург. В это время он обучал её русскому языку и основам православного вероучения.
В 1827—1848 годах, уже в сане протопресвитера, он возглавлял военное духовенстве на должности обер-священника армии и флота. Им были установлены первые правила ведения церковного хозяйства в армии.
Также он преподавал в Санкт-Петербургской духовной академии. С 1814 года был членом Российского библейского общества.
Был кавалером орденов: Св. Александра Невского с алмазными украшениями (30.04.1842), Св. Владимира 2-й степени, Св. Анны 1-й степени с императорской короной. Также был награждён прусским орденом Красного Орла 3-й степени.
Умер в июле 1848 года. Похоронен на кладбище Фарфорового завода.